# Freienstein-Teufen
Freienstein-Teufen (do roku 1958 oficiálně Freienstein) je obec v okrese Bülach v kantonu Curych ve Švýcarsku. Žije zde přibližně 2 400 obyvatel.

## Geografie
Freienstein-Teufen leží mezi vrcholy Irchel a Dättenberg v údolí dolního toku řeky Töss na jejím pravém břehu. Obec se skládá z vesnic Freienstein a Teufen a hraničí s Rýnem u Tösseggu. Sousední obec Rorbas leží na levém břehu řeky. Obě obce spojuje moderní silniční most a starý obloukový most.
Rozloha politické obce je 8,34 km², z toho 50,0 % tvoří lesy, 37,6 % zemědělství, 7,0 % osídlení a 3,2 % dopravní plochy. Z toho 2,0 % tvoří vodní plochy a 0,1 % neproduktivní půda (stav k roku 2018).

## Historie

Freienstein a Rorbas, letecký pohled (1962)

K raným dokladům osídlení ve Freiensteinu-Teufenu patří zdi římské strážní věže v lokalitě Schlössliacker na Tösseggu z konce 4. století jako součást římského rýnského opevnění a římské mince ze svahu u hradu Teufen ze stejného období jako strážní věž a zdi římského panského domu na parcele „pod Rebenem“, kde byly nejnovější římské nálezy objeveny v roce 1996 při stavbě plynovodu.
Teufen je poprvé zmiňován v roce 890 jako Tiuffen, Freienstein pak roku 1254 pod názvem Frigenstein. Ve vrcholném středověku se na území obce vytvořily dvě jurisdikce Teufen a Freienstein. Ty patřily příslušným majitelům hradu Freienstein, do roku 1254 baronům z Tengenu a poté asi do roku 1360 baronům z Freiensteinu. Po zničení hradu lidmi z Winterthuru v roce 1443 během staré curyšské války následovalo sjednocení jurisdikce Freiensteinu s jurisdikcí Teufenu, která existovala až do roku 1798. V roce 1424 přišel do Curychu vrchnostenský soud s hrabstvím Kyburg a v roce 1452 definitivně, který spravoval Freienstein a Teufen jako součást kyburského panství až do roku 1798. Volnému rozvoji obou obcí Freienstein a Teufen však bránila soudní správa Teufenu. V roce 1798 se část farnosti Rorbas východně od řeky Töss stala politickou obcí Freienstein, která byla začleněna do okresu Andelfingen, poté v roce 1803 do okresu Winterthur a v roce 1809 do okresu Bülach. Obě obce byly původně farnostmi Embrachu. Od vrcholného středověku patřil Teufen ke kostelu v Rorbasu, zatímco Freienstein byl k této farnosti připojen až v roce 1513. Víno, kterému se daří na svazích Irchelu, bylo od raného novověku důležitým zdrojem příjmů. V letech 1970–1990 probíhala ve Freiensteinu velká stavební činnost.

## Obyvatelstvo
| Rok            | 1634    | 1771 | 1836 | 1850 | 1900 | 1950 | 2000 | 2005 | 2010 | 2015 | 2020 | 2022 |
| Počet obyvatel | cca 436 | 679  | 788  | 835  | 1301 | 1120 | 2110 | 2241 | 2289 | 2303 | 2398 | 2386 |

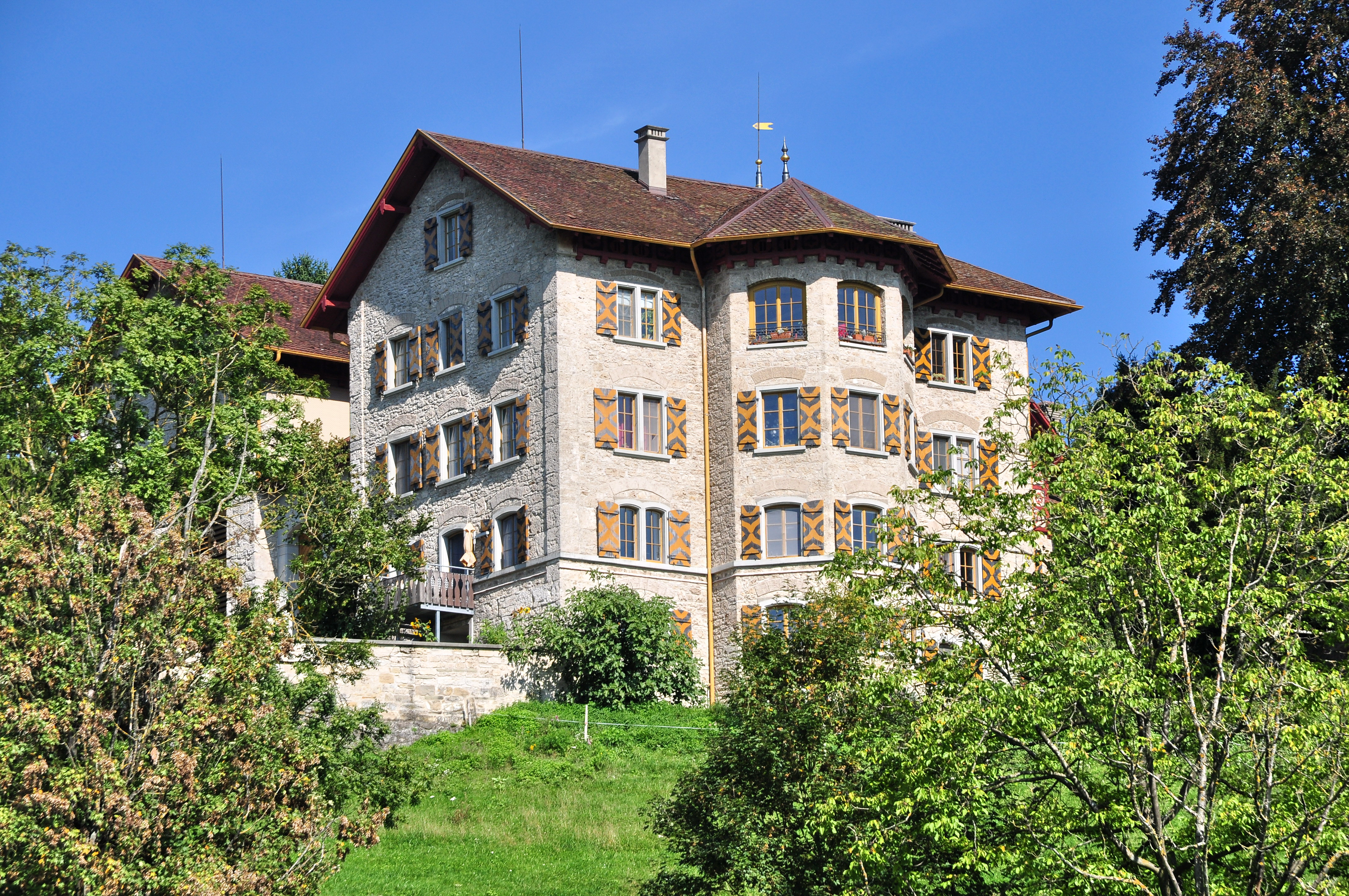
Zámeček Teufen

V roce 2022 se 43,1 % obyvatel hlásilo k evangelické reformované církvi, 18,0 % k římskokatolické církvi a 38,9 % k jinému vyznání nebo bez vyznání.

## Hospodářství

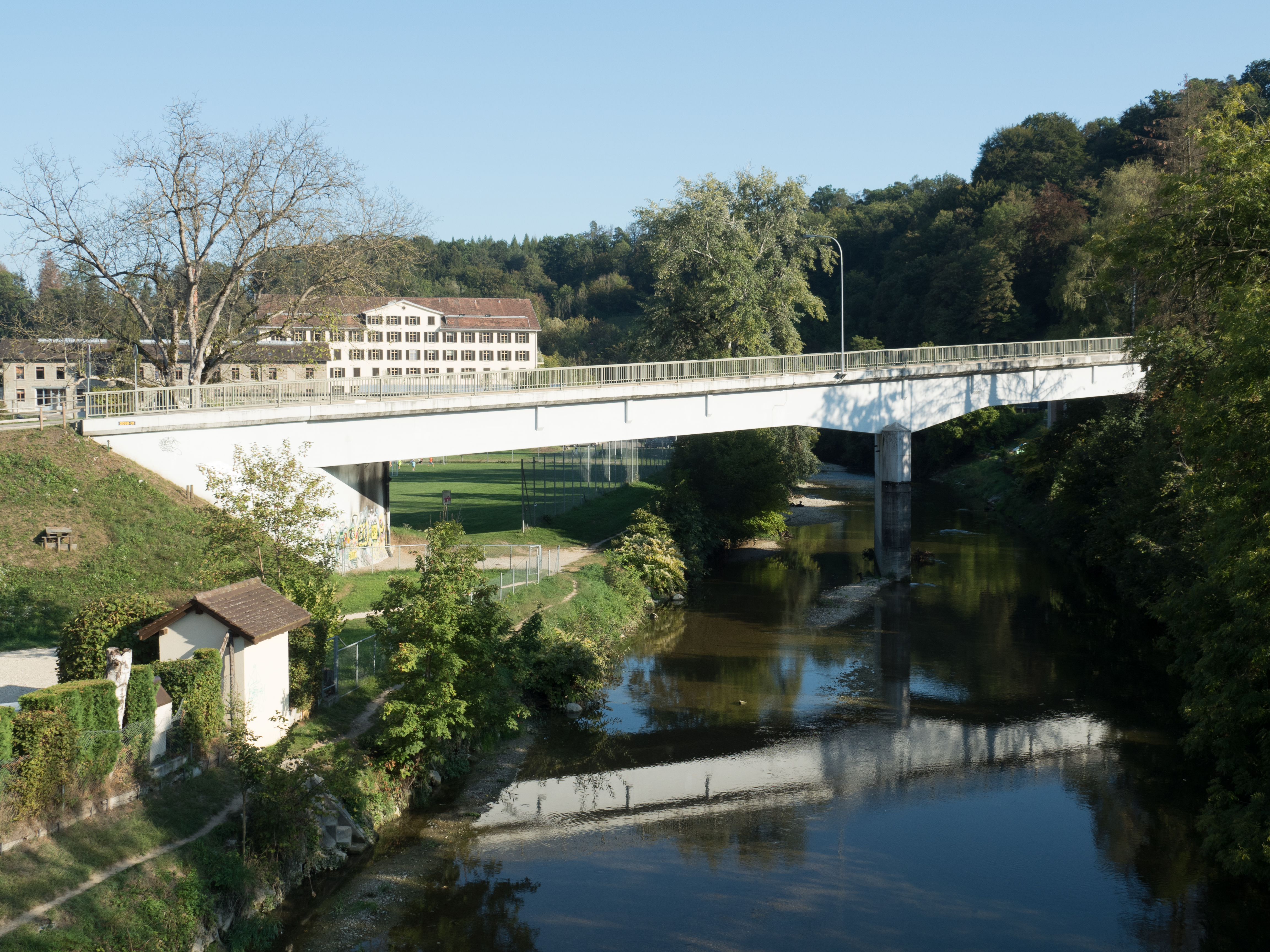
Most přes Töss ve Freiensteinu

Vinařství je důležitým hospodářským odvětvím v obci. Freienstein-Teufen je po Stäfě druhou největší vinařskou obcí kantonu. V roce 1836 byla ve Freiensteinu otevřena přádelna (v letech 1857–1858 rozšířená o tkalcovnu a slévárnu) a v roce 1897 hrnčírna. Důsledkem byl populační růst a strukturální změny; v roce 1930 pracovalo v druhém sektoru 56 % pracovní síly. Autobusová linka do Klotenu byla otevřena v roce 1933.

## Doprava
Autobusová linka do Klotenu byla zprovozněna v roce 1933. Spoje veřejné dopravy zajišťují autobusy Postauto. Nejbližší železniční stanice Embrach-Rorbas se nachází na trati Winterthur–Koblenz asi 2 km od obce.
Nejbližší dálnicí je A51 v asi 5 km vzdáleném Bülachu.